# Distrikt (Paris)
Die Distrikte von Paris waren eine kurzlebige Einteilung der Hauptstadt Frankreichs zu Beginn der Französischen Revolution.
Kurz vor Beginn der Revolution hatte Paris eine Fläche von 3.440 Hektar. Im Westen war es durch die Place de l’Étoile, im Osten durch den Cimetière du Père-Lachaise, im Norden durch die Place de Clichy und im Süden durch den Friedhof Montparnasse begrenzt.
Unter dem Ancien Régime bestand die Stadt aus 21 Stadtvierteln, jedoch wurde für die Wahlen zu den Generalständen von 1789 die Stadt provisorisch in 60 Distrikte unterteilt. Schon ein Jahr später wurde die Zahl auf 48 Sektionen verkleinert.
Heute heißen die Stadtbezirke von Paris Arrondissement.